# Modrá obrazovka smrti

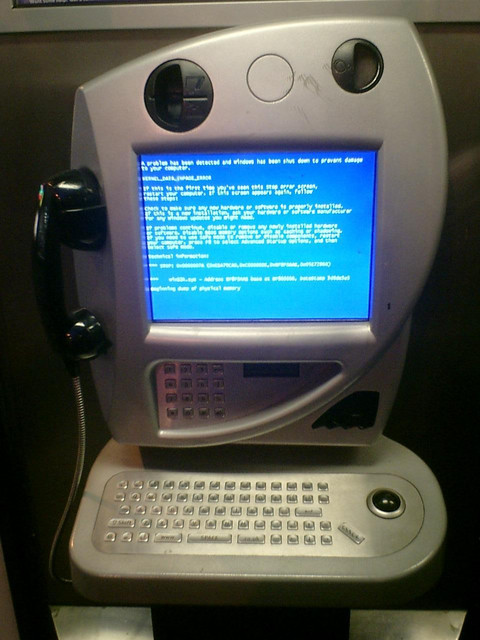
Modrá obrazovka smrti na veřejném internetovém kiosku

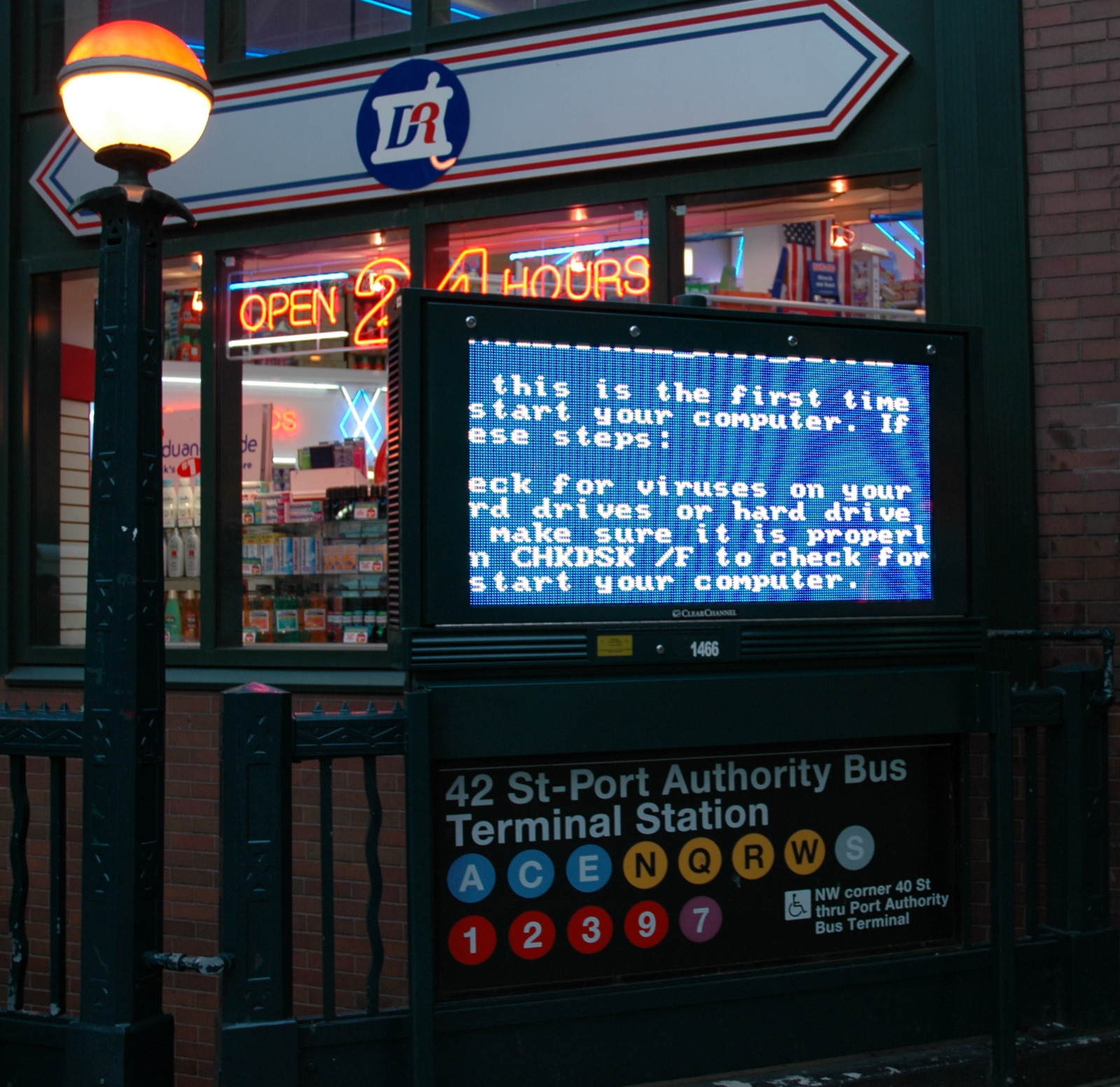
Modrá obrazovka smrti na informační tabuli v New Yorku.

Modrá obrazovka smrti (BSOD, Blue screen of death), též známa jako Modrá smrt je slangové označení chybového hlášení, které operační systém Microsoft Windows zobrazí v situaci, kdy došlo k závažné softwarové či hardwarové chybě. Toto chybové hlášení se zobrazí přes celou obrazovku, bílým písmem na modrém pozadí (odtud název).
Obrazovka smrti byla v té či oné podobě přítomna ve všech operačních systémech řady Windows od Windows 3.0. V OS/2 jí odpovídá černá obrazovka smrti. V operačním systému Linux je pro kritickou chybu jádra používáno hlášení kernel panic („zpanikaření“ jádra) nebo oops. Systém Windows 3.x při ukončovaní neodpovídajícího programu sice také zobrazí modrou obrazovku, ale to už se nejedná o obrazovku BSOD.

## Typy obrazovek smrti

### Windows NT a novější
Ve Windows NT a novějších (Windows 2000, Windows XP, Windows Vista, Windows 7) označuje modrá obrazovka smrti (oficiálně označená jako „stop error“) situaci, kdy kernel zaznamená chybu, ze které se nelze zotavit. To je nejčastěji způsobeno tím, že některý ovladač nezpracuje vyhozenou výjimku nebo provede neplatnou operaci. V dané situaci je jedinou možností restart počítače, což může vést ke ztrátě dat, neboť Windows nebyly správně ukončeny.
Chybová zpráva „Stop“ obsahuje kód chyby a její symbolický název (např. 0x0000001E, KMODE_EXCEPTION_NOT_HANDLED) a čtyři hodnoty blíže určující chybu. Zobrazena je také adresa, na které problém nastal, a označení příslušného ovladače. Ve Windows NT a 2000 je dále uveden seznam všech načtených ovladačů (obsahující bázovou adresu ovladače, datum vytvoření ovladače a jeho název) a výpis zásobníku.
Windows lze nastavit tak, aby podrobné ladící informace poslaly přes COM rozhraní na kernel debugger na jiném počítači. Z omezených informací na obrazovce totiž jen těžko lze spolehlivě určit příčiny chyby.
Ve Windows XP SP1 a nižší lze povolit manuální vyvolání BSOD vytvořením klíče DWORD s názvem CrashOnCtrlScroll a hodnotou 1 v registrech Windows na adrese HKEY_LOCAL_MACHINE\SYSTEM\CurrentControlSet\Services\i8042prt\Parameters. Poté lze BSOD vyvolat dvojitým stisknutím Scroll Locku při držení pravého Controlu.

### Windows Me/9x/3.x
Modrá obrazovka smrti se také vyskytuje na operačních systémech Windows 95, 98 a Me. Zde je méně závažná, zato častější. V těchto operačních systémech je BSoD hlavním způsobem, jakým VxD může oznámit chybu uživateli (interně je označována jménem „_VWIN32_FaultPopup“). Při zobrazení modré obrazovky má na Windows 9x uživatel možnost volby – buď restartovat počítač, nebo se pokusit pokračovat. BSoD však pochopitelně znamená závažné potíže, takže možnost pokračování často nefunguje buď vůbec, nebo je poté systém nestabilní.
Nejčastější příčinou BSoD jsou zde nekompatibilní verze DLL knihoven, což je někdy označováno jako „DLL peklo“ (DLL hell). V případě, že je v systému nainstalována jiná verze dané DLL knihovny, než kterou program očekává, může to způsobit nestabilní chování. Tyto problémy postupně rostou tím, jak se do Windows instaluje nový software, což vede k důvodu, proč jsou nově přeinstalované Windows stabilnější.
Na Windows 95 a 98 dojde k BSoD také tehdy, když se systém pokusí přistoupit k souboru c:\con\con. Tento fakt lze zneužít i vzdáleně, např. tím, že se na webové stránce odkáže na tento soubor, což může vést k tomu, že počítač uživatele, který takovou stránku zobrazí, havaruje. Pro tuto chybu již Microsoft vydal opravu (záplatu) .
K BSoD také může dojít v situaci, kdy uživatel vysune výměnné médium ve chvíli, kdy se z něj čte nebo je zobrazena jeho adresářová struktura v prohlížeči souborů.
Na operačních systémech Windows NT a novějších už tento druh modré obrazovky smrti nenastává. V případě, kdy kvůli některé ze zmíněných chyb příslušný program zhavaruje, je operačním systémem ukončen, aniž by ovlivnil zbytek systému.

## Vzhled
Obvyklý vzhled modré obrazovky smrti jsou bílá (RGB 255, 255, 255) písmena na modrém pozadí (RGB 0, 0, 170). Nastavením v souboru system.ini však lze nastavit libovolné jiné barvy z palety CGA.
Windows 95, 98 and Me používají textový režim s rozlišením 80×25 a písmo podobné fontu Fixedsys. Windows NT používají textový režim 80×50 při rozlišení 720×400. Ve Windows XP je použit font Lucida Console.

### Příklady
Následují příklady modrých obrazovek smrti. Přesný vzhled se může na konkrétních počítačích lišit.

#### Windows 3.1/95/98/ME
| Windows A fatal exception 0E has occurred at 0157:BF7FF831. The current application will be terminated. * Press any key to terminate the current application. * Press CTRL+ALT+DEL to restart your computer. You will lose any unsaved information in all applications. Press any key to continue |

#### Windows NT 4.0/2000
| *** STOP: 0x0000000A (0x00000000, 0x00000002, 0x00000000, 8038c510) IRQL_NOT_LESS_OR_EQUAL*** Address 8038c510 has base at 8038c000 - Ntfs.sys CPUID:AuthenticAMD irq1:1f SYSVER 0xf0000565 Dll Base DateStmp - Name Dll Base DateStmp - Name 80100000 336546bf - ntoskrnl.exe 80010000 33247f88 - hal.dll 80000100 334d3a53 - atapi.sys 80007000 33248043 - SCSIPORT.SYS 802ab000 33013e6b - epst.mpd 802b5000 336016a2 - Disk.sys 802b9000 336015af - CLASS2.SYS 8038c000 3356d637 - Ntfs.sys 802bd000 33d844be - Floppy.sys 803e4000 33d84553 - viaide.sys f9328000 31ec6c8d - Siwvid.sys f95c9000 31ec6c99 - Null.SYS f9468000 31ed868b - KSecDD.sys f95cb000 335e60cf - Beep.SYS f9348000 335bc82a - i8024prt.sys f95cb000 3373c39d - ctrl2cap.SYS f947c000 31ec6c94 - kbdclass.sys f9474000 3324806f - mouclass.sys f9370000 33248011 - VIDEOPORT.SYS fe9d7000 3370e7b9 - NDIS.SYS f9480000 31ec6c6d - vga.sys f93b0000 332480dd - Msfs.SYS f90f0000 332480d0 - Npfs.sys fe957000 3356da41 - ati.sys a0000000 335157ac - win32k.sys fe914000 334ea144 - ati.dll fe0c9000 335bd30e - Fastfat.SYS fe110000 31ec6c9b - Parport.SYS fe108000 31ec6c9b - Serial.sys f93b4000 31ec7c9d - ParVdm.SYS f9050000 332480ab - Parallel.sys Address dword dump Build [1314] - Name 801afc24 80149905 ff8e6b8c 80129c2c ff8e6b94 8025c000 - Ntfs.SYS 801afd24 80129c2c ff8e6b94 00000000 ff8e6b94 80100000 - ntoskrnl.exe 801afd34 801240f2 80124f02 ff8e6cf4 ff8e6d60 ff8e6c58 80100000 - ntoskrnl.exe 801afd54 80124a16 ff8e6f60 ff8e6c3c 8015ac7e 80100000 - ntoskrnl.exe 801afd64 8015ac7e ff8e6cf4 ff8e6f60 ff8e6c58 80100000 - ntoskrnl.exe 801afc70 80129bda 00000000 80088000 80106f60 80100000 - ntoskrnl.exe Restart and set the recovery options in the system control panel or the /CRASHDEBUG system start option. If this message reappears, contact your system administrator or technical support group. |

#### Windows XP/Vista/7
to your computer.
The problem seems to be caused by: SPCMDCON.SYS

PAGE_FAULT_IN_NONPAGED_AREA
If this is first time you’ve seen this Stop error screen,

restart your computer. If this screen appears again, follow
these steps:

Check to make sure any new hardware or software is properly installed.

If this is a new installation, ask your hardware or software manufacturer

for any Windows updates you might need.

If problems continue, disable or remove any newly installed hardware

or software. Disable BIOS, memory options such as caching or shadowing.

If you need to use Safe Mode to remove or disable components, restart

your computer, press F8 to select Advanced Startup Options, and then

select Safe Mode.

Technical information:

*** STOP: 0x00000050 (0xFD3094C2, 0x00000001, 0xFBFE7617, 0x00000000)

*** SPCMDCON.SYS: Adress FBFE7617 base at FBFE5000, DateStamp 3d6dd7c

Beginning dump of physical memory RAM.

Physical memory dump complete.

Contact your system administrator or technical support group for further
assistance.

#### Windows 11
V operačním systému Windows 11 byla modrá obrazovka smrti změněna na černou obrazovku smrti
Později byla barva vrácena na modrou. A zase na černou.